# Royal Arena
Royal Arena är en inomhus multiarena i området Ørestad Syd i Köpenhamn i Danmark som invigdes den 28 januari 2017 av Kronprins Frederik. Första evenemanget i arenan var konserter med Metallica i februari 2017.
Det första stora sportevenemanget i arenan var europamästerskapen i kortbanesimning 2017. och matcher vid världsmästerskapet i ishockey för herrar 2018 spelades här. Vid Världsmästerskapet i handboll för herrar 2019 spelades ett antal matcher i Royal Arena.